# Novgorodský kodex

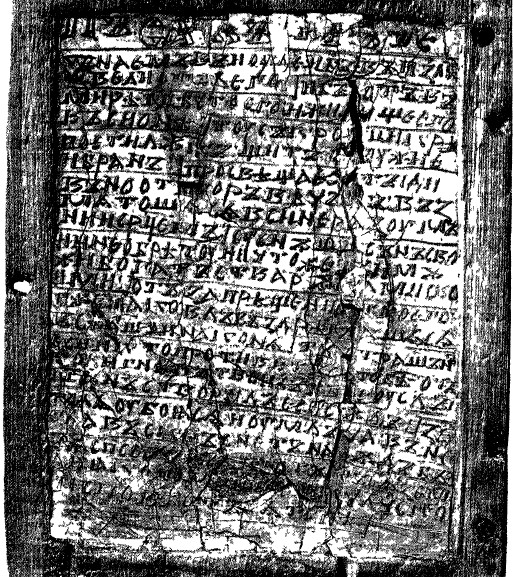
Rekonstruovaná první stránka Novgorodského kodexu

Novgorodský kodex (rusky Новгородский кодекс), též Novgorodská kniha žalmů (rusky Новгородский псалтырь), je nejstarší zachovalá ruská písemná památka. Byla nalezena 13. července 2000 v Novgorodu. Jde o palimpsest, sestávající ze tří svázaných dřevěných tabulek, obsahujících čtyři voskové stránky. Pochází z období mezi lety 988 až 1030. Obsahuje žalmy.